# 西村輝成
西村 輝成（にしむら きじょう、1930年 - ）は、日本の僧侶、文筆家。八王子市の曹洞宗信松院住職。

## 来歴
東京都生まれ。1953年駒澤大学仏教学部仏教科卒業。1961年曹洞宗信松院住職となる。参禅会、写経会、読経会などを実施し檀信徒教化につとめる。また、東南アジアを中心に大乗仏教と上座（小乗）仏教との相互理解を目的とした海外活動も行う。大本山總持寺国際部長、全日本仏教会副会長を歴任。曹洞宗立世田谷学園評議員、東京ブディストクラブ会員、曹洞禅渓山居士林主管。
著書に「般若心経を知る」「写経の心得」「はじめてのやさしい写経」など。

## 人物
- 父の西村俊成は信松院住職を務める傍ら、講談社の少年雑誌『少年倶楽部』の編集部に所属。
- 兄は映画製作者で脚本家の西村俊一。兄と共に講談社で剣道を習った。
- 大学では児童教育部に所属。長田暁二は同級生[4]。